# Amii Stewart
Amii Stewart (Washington, 29 januari 1956) is een Amerikaanse pop-, disco- en soulzangeres en danseres, die bekendheid kreeg met haar Amerikaanse Billboard nummer 1-hit covernummer Knock on Wood van Eddie Floyd uit 1979, vaak beschouwd als een klassieker van het disco-genre. Stewart scoorde nog meer internationale hits, waaronder Light My Fire (1979) en Friends (1985). Stewart is de stiefzus van actrice-zangeres Miquel Brown en tante van Browns dochter en actrice-zangeres Sinitta.

## Biografie

### Jeugd en opleiding
Amii Stewart werd als vijfde van zes kinderen geboren in een grote, strikt katholieke familie. Haar vader Joseph Stewart II schreef haar in 1960 op vierjarige leeftijd in voor zang- en danslessen. Er was al een Amy Stewart geregistreerd bij de Actors' Equity Association, dus veranderde ze de spelling van haar voornaam in Amii. Ze schreef zich kort in aan de Howard-universiteit in Washington D.C., maar vertrok al snel naar het Classical Repertory Dance Ensemble (CRDE) om ballet en moderne dans te studeren.
Voordat ze in 1975 een contract tekende bij Ariola Records, werkte Stewart bij het touringbedrijf voor de toneelproductie van de musical revue Bubbling Brown Sugar en verhuisde naar productieplaatsen zoals Miami, vervolgens Broadway en uiteindelijk West End in Londen, waar ze songwriter en producent Barry Leng van Hansa Records ontmoette.

### Carrière
Het nummer You Really Touched My Heart, een compositie van Leng/Simon May en geproduceerd door Leng, was Stewarts eerste opname die eind 1977 werd gepubliceerd. Een album volgde, uitgebracht in februari 1979, met vijf Leng/May-nummers, één Leng/Morris-nummer en drie covers. Het album leverde de singles Knock on Wood en Light My Fire/137 Disco Heaven op. Het werk is te betitelen als eurodisco met een vleugje soul vanwege Stewarts stemgeluid.
Stewarts eerste singlepublicatie, een disco-coverversie van de compositie Knock on Wood van Eddie Floyd uit 1966, bereikte de nummer één van de Amerikaanse Billboard-hitlijsten in april 1979 en leverde haar een platina-plaat en een Grammy Award-nominatie voor de beste vrouwelijke r&b-zangprestatie op. Het stond ook hoog in de singlehitlijsten in heel Europa en bereikte nummer 6 in het Verenigd Koninkrijk en nummer 2 in Australië. De single Light My Fire/137 Disco Heaven, een medley-covernummer van de klassieker Light My Fire van The Doors en 137 Disco Heaven, werd in hetzelfde jaar uitgebracht, kwam in de hitlijsten en bereikte nummer 5 in het Verenigd Koninkrijk , nummer 14 in Australië en nummer 69 in de Verenigde Staten. In de Verenigde Staten was Knock on wood Stewarts enige Top 40-succes.
Stewarts eerste album, Knock on Wood, (1979) was erg succesvol en haalde positie 1 in Frankrijk. Het album Paradise Bird (ook uit 1979) bereikte nog redelijke posities in diverse landen. Het album Images uit 1981 wist nog positie 49 in Zwitserland te bereiken. De volgende 7 albums hadden amper succes. Het duurde tot 1994 totdat er weer een succesvol album kwam. In dat jaar werd het album Lady to Ladies in Italië met goud onderscheiden. Het in 1999 gepubliceerde werk Unstoppable bevatte zowel nieuwe nummers als nieuw opgenomen versies van oude hits. In 1999 later trad ze op als Billie Holiday in de musical Lady day. Hiervan kwam een cd uit.

## Nieuwe trends
Discomuziek had tegen het einde van het decennium voor een groot deel zijn technische limiet bereikt, aangezien het groeiende antidisco-sentiment uiteindelijk de Amerikaanse muziekgemeenschap trof. Een nieuwe generatie muzikanten en fans, terwijl ze ideeën van authenticiteit en zuiverheid idealiseerden, verwierpen disco als kunstmatig, hersenloos, consumentistisch enz. Zwaar getroffen door de media, hadden de industrie en de markten al afscheid genomen van het disco-fenomeen en waren koortsachtig op zoek gegaan naar nieuwe trends.
De overwegend matige belangstelling voor Stewarts album Paradise Bird, uitgebracht in september 1979, kwam niet als een verrassing. Het succes en de mediafeedback in Europa waren echter ongebroken. Door disco niet dood te verklaren, bleef het Verenigd Koninkrijk bijvoorbeeld achter met een ietwat controversiële cultuur, die het cynisme voedde. Paradise Bird bracht de twee Europese singles Jealousy (#58 VK, #4 Italië, #5 Zwitserland) en de dubbele A-kant The Letter/Paradise Bird (#39 VK in 1980) voort. Stewart bleef echter vertrouwen hebben in haar carrière. Ze vertelde haar productieteam en platenlabel om geleidelijk van stijl te veranderen om niet verstrikt te raken in de draaimolen. Inspiratiebron zou haar artistieke achtergrond van theater, moderne dans en melodische muziek zijn. Het was de elpee Images (1981) waarmee ze zich distantieerde van de discosound. De single Where did our love go (een duet met Johnny Bristol ) van het album werd geproduceerd door Narada Michael Walden en had onder meer wat succes in de Verenigde Staten en het Verenigd Koninkrijk. De overige duets in de eerste helft van de jaren 80 met  Deon Estus, Mike Francis en Gianni Morandi haalden in enkele landen de onderste regionen in de hitlijsten.
Na haar succes in Europa verhuisde Stewart halverwege de jaren 1980 naar Italië en bracht de opnamen Friends en Together uit, geproduceerd in samenwerking met de Italiaanse componist/muzikant Mike Francis. Friends was een grote hit in het Verenigd Koninkrijk, Italië en de Filipijnen.

## Latere carrière
In de film 54 uit 1998 werd Stewart uitgebeeld door actrice/zangeres Mary Griffin, terwijl ze het nummer Knock on Wood uitvoerde in de beroemde discotheek Studio 54 in New York. Tijdens het optreden droeg Griffin een extravagante outfit (en vooral het hoofddeksel) die ogenschijnlijk erg leek op die Stewart droeg in de officiële video van Knock on Wood in 1979. In 2000 toerde Stewart door Italië in de rol van Maria Magdalena in een revival van de rockopera Jesus Christ Superstar. In het stuk speelde ook Carl Anderson, die zijn rol van Judas Iskariot uit de film uit 1973 nieuw leven inblies.
In 2004 publiceerde Stewart het studioalbum Lady Day, dat zestien castopnamen bevat van de musical Lady Day uit 2003, geproduceerd en geschreven door Stewart en theaterregisseur Massimo Romeo Piparo.
Sinds 2001 werkt Stewart als goodwill-ambassadeur voor Unicef Italia en is ze betrokken geweest bij tal van projecten zoals Uniti per i bambini, Uniti contro l'AIDS (Verenigd voor de kinderen, verenigd tegen aids). In 2006 nam ze de liefdadigheidssingle Love Song op voor UNICEF in vier verschillende talen, opnieuw aan het werk met Ennio Morricone. Het jaar daarop keerde ze terug met een duet met Mike Francis op het nummer Nothing Can Come Between Us. In 2006 brachten Stewart en oude vriend en medewerker Ennio Morricone de 5-nummerige single Love Song uit, gezongen in het Engels, Italiaans, Frans, Spaans en een meertalige versie. Alle opbrengsten van de single gingen naar de campagne Check Out For Children van Unicef.
In mei 2007 nam Stewart opnieuw deel aan het Sanremo Music Festival, waar ze het duet Schiavo D'Amore uitvoerde met Piero Mazzocchetti.
In 2014 nam ze deel aan de primetime Rai-tv-show La Pista als teamleider van de dansgroep Virality. Stewart en het dansteam werden de winnaars van de algemene competitie. Andere bekende zanger-deelnemers waren Tony Hadley en Sabrina Salerno.
Stewart woont sinds midden jaren 1980 in Rome, Italië, en spreekt vloeiend Italiaans.

## Wetenswaardigheden
- Stewart heeft in 1986 samengewerkt met het Nederlandse duo Bolland & Bolland die internationaal faam hadden met de Oostenrijkse zanger Falco. Ze produceerden samen de B kant van het album "Amii". De A kant was geproduceerd door Giorgio Moroder[7][8] . B kant track "Love Ain't No Toy" ( een cover van Yvonne Fair uit 1975) werd als single uitgebracht.[9][10] Het album werd uitgebracht door Teldec Germany en RCA Italy. De gerenommeerde producers stonden echter niet garant voor groots succes. Als enig aantoonbaar succes wist de single in het Verenigd Koninkrijk de onderste regionen van de hitlijst te bereiken.[1][11]

## Discografie

### Singles
- 1979:	Knock on Wood
- 1979:	Light my fire
- 1979:	Jealousy
- 1980:	The letter
- 1980:	My guy, my girl met Johnny Bristol
- 1984:	Friends
- 1985:	That loving feeling
- 1985:	Knock on wood
- 1985:	You really touch my heart
- 1985:	My guy, my girl (Remix) met Deon Estus
- 1986:	Love ain't no toy
- 1978:	You really touched my heart
- 1981:	Where did our love go
- 1981:	Why'd you have to be so sexy
- 1981:	Rocky eoman
- 1981:	I'm gonna get your love
- 1982:	Great balls of fire
- 1982:	Digital love
- 1982:	Lay back in the groove
- 1983:	Grazie perchè (we've got tonight) met Gianni Morandi
- 1983:	Working late tonight
- 1984:	I gotta have you back
- 1984:	Try love
- 1985:	Megamix
- 1985:	Together (met Mike Francis)
- 1985:	Fever line
- 1986:	Time is tight
- 1986:	Break these chains
- 1987:	It's fantasy
- 1988:	I still believe
- 1989:	Lost it (Four to the Floor feat. Amii Stewart)
- 1991:	Extralarge (titelmuziek van de gelijknamige tv-serie)
- 1992:	Don't be so shy
- 1993:	Don't stop (pushin')
- 1993:	Desire
- 1995:	September morn (met Randy Crawford)
- 1998:	Knock on wood '98
- 1999:	Knock on wood '99
- 2006:	Love song (met Ennio Morricone)
- 2010:	Con te
- 2011:	Walking Africa (met The Walking Band)
- 2012:	Ordinary people
- 2013:	Sunshine girl (feat. Gabry Ponte)

### Studioalbums
- 1979:	Knock on Wood
- 1979: Paradise Bird
- 1981: Images / I'm Gonna Get Your Love
- 1983: Amii Stewart
- 1984: Try Love
- 1986: Amii
- 1988: Time for Fantasy
- 1990: Pearls – Amii Stewart sings Ennio Morricone
- 1992: Magic
- 1994: Lady to Ladies
- 1995: The Men I Love
- 1996: Love Affair
- 2004: Lady Day
- 2010: Caracciolo Street (dubbelalbum, Italiaans/Engels)
- 2012: Intense
- 2012: Power Play

### Compilaties
- 1981: Three of a Kind (met Viola Wills en Precious Wilson)
- 1985: The Hits
- 1993: Sometimes a Stranger
- 1995: All of Me
- 1996: Knock on Wood: The Best of Amii Stewart
- 1997: The Hits & the Remixes (2 cd's)
- 1999: Unstoppable (met 2 nieuwe nummers)
- 2005: The Greatest Hits
- 2011: Great Classics Revisited
- 2016: The Hits: Remixed
- 2017: A Time to Love

### Soundtracks
- 1979: Killer Fish
- 1990: La Piovra
- 1998: The Last Days of Disco
- 2019: American Horror Story

### NPO Radio 2 Top 2000
| Nummer met noteringen in de NPO Radio 2 Top 2000 | '00 | '01  | '02  | '03  | '04  | '05  |
| ------------------------------------------------ | --- | ---- | ---- | ---- | ---- | ---- |
| Knock on Wood                                    | 887 | 1134 | 1340 | 1914 | 1976 | 1882 |

1. ↑  Een vetgedrukt getal geeft de hoogste notering aan.
2. ↑  2000 was het eerste jaar met een notering voor dit nummer.
3. ↑  Deze tabel is bijgewerkt tot en met de meest recente editie (2024).